# Orosei
Orosei är en ort och kommun i provinsen Nuoro i regionen Sardinien i Italien. Kommunen hade 7 049 invånare (2017).